# Titus Annius Milo
Titus Annius Milo a fost un politician roman, fiul lui Gaius Papius Celsus, dar care a fost adoptat de Titus Annius Luscus, bunicul său din partea mamei.
A fost suspectat de uciderea lui Publius Clodius pe Via Appia, în anul 52 î.Hr., și, deși, a fost apărat de către Cicero în discursul Pro Milone, nu a reușit să evite exilul și moartea.